# Alliance pour une nouvelle Côte d'Ivoire
L'Alliance pour une Nouvelle Côte d'Ivoire est un parti politique ivoirien né d'une scission du Rassemblement des républicains de Côte d'Ivoire d'Alassane Ouattara en juillet 2007. Il est d'abord dirigé par Zémogo Fofana (président), ancien député-maire de Boundiali et ancien ministre, puis par Jean-Jacques Béchio ancien ministre, d'anciens  dirigeants du RDR.